# 罗德·斯图尔特
洛德里克·大衛·「洛」·史超域爵士，CBE（英語：Sir Roderick David Stewart，1945年1月10日—）出生及成長於英國倫敦，蘇格蘭/英格蘭男歌手，是美國樂壇六十年代中期的英國入侵浪潮之後的標誌性人物之一。由於父母的血統而自稱「蘇格蘭搖滾樂歌手」，罗德·斯图尔特一直以蘇格蘭血統為傲。
洛·史超域的歌唱事業已進入第五個十年，歌曲登上世界各地的流行榜，其中單在英國一地，共有62隻細碟上榜，24隻上升到頭10位，而有6隻成為冠軍金曲。估計洛·史超域的大碟及細碟銷量總數超過2500萬隻，使他輕易登上「最暢銷歌手流行榜」，而其嗓音風格與布萊恩·亞當斯、史汀相同，皆屬沙啞式搖滾嗓，這點可以從他們三人合唱的 All for love 得到證明。洛·史超域最流行的作品是1975年的「Sailing」和1978年迪斯可大熱「Da Ya Think I'm Sexy?」

## 個人經歷

### 早年
洛·史超域出生於英國北倫敦海格區（Highgate），一個五名孩子家庭中的幼子，父母在居住地區經營售賣報紙的小店。他的父親、兩個哥哥及兩個姊姊全在蘇格蘭出生，唯獨洛及他的母親生於英格蘭。洛·史超域在幼年時期已開始拿起結他彈奏音樂。

### 1960–1969年
洛·史超域希望成為一名職業足球員，曾在位處西倫敦的成為學徒球員。未能晉身為職業球員，洛改行挖掘墓穴。不久之後，洛開始他的音樂事業，在六十年代初期跟隨民謠歌手Wizz Jones，成為一名街頭歌手遊歷歐洲。
在洛·史都華返回到倫敦之後，他在1964年加入了Jimmy Powell & the Five Dimensions 成為主唱與口琴演奏者。他與樂團為Pye Records錄製了一首單曲。

## 私人生活
1982年，洛·史都華在美國加利福尼亞州洛杉磯發生汽車碰撞。意外發生時，他正好站在他那$50,000美元保時捷的旁邊，他的座駕停泊在荷里活日落大道.
1999年洛證實患上甲状腺癌，於2000年7月進行切除手術。這個病除對洛的健康構成重大威脅外，切除手術更可能影響到洛著名的「豆沙喉」歌聲，洛在手術後需要重新學習唱歌的方法。自此以後，洛積極為「希望之城基金會」（The City of Hope Foundation）籌募經費，用以尋求醫治癌症的方法，特別針對兒童癌症的療法。
洛在近年仍然十分活躍，他參與加州Palos Verdes的長者足球聯賽，並仍然在演唱會中將足球踢向觀眾席。當談論到充斥於他一生事業的搖滾樂的同時，他仍持續著最愛的足球當成他的救贖。
另外也是為世人所熟知的，史都華也是全世界僅400台法拉利Enzo的其中一位擁有者。
在2005年10月11日，史都華接受了好萊塢星光大道給予的星星在2093 好萊塢大道。

### 配偶
洛·史超域一生都有美女伴隨左右，全部也是當紅的名模或名媛，「花公雞」的外號不脛而走。以下為公開的配偶/伴侶（洛與其中五位生下七名孩子，大女兒生於1964年而小兒子則生於2005年）：
- 1963-1964年：與尚在攻讀藝術的女學生苏姗娜·波菲（Susannah Boffey）交往，生下女兒萨拉·萨布伦（Sarah Thubron Streeter，1964年出生），始亂終棄，洛從沒有盡過父親的本份，父女從未見面，在日後唱片附頁的鳴謝亦沒有提及萨拉。
- 1971-1975年：模特兒Dee Harrington
- 1975-1977年：瑞典女明星布里特·艾克拉诺（Britt Ekland），前龐德女郎及影星彼得施拉（Peter Sellers）的前妻，兩人同居兩年，布里特在洛的Tonight's the Night及Gonna Be Alright兩曲中客串輕聲獨白，最後不歡而散。
- 首次結婚（1979-1984年）：亞蓮娜·漢米頓（Alana Hamilton），影星喬治·漢米頓（George Hamilton）的前妻，兩人生下女兒金柏莉（Kimberly，1979年出生）及兒子尚恩（Sean，1980年出生）。
- 1983-1990年：模特兒凱莉·安珀（Kelly Emberg）為洛誕下女兒露比（Ruby，1987年出生）[5]。
- 第二次結婚（1990-2005年）：紐西蘭超級名模雷切爾·亨特（Rachel Hunter），當時年僅21歲的瑞秋嫁予比她年長24年的洛，兩人生下女兒芮妮（Renée，1992年出生）及兒子連恩（Liam，1994年出生）。於1999年1月開始分居，拖拉多年直到2005年才離婚，據報按照兩人婚前簽訂的協議，洛需要支付高達6600萬美元的分手費。
- 第三次結婚（2007-現在）：現任妻子模特兒潘妮·蘭卡絲特（Penny Lancaster）誕下洛的第七名孩子，兒子亞拉斯達（Alastair Wallace Stewart），於2005年11月27日出生[6]。兩人於2007年6月16日在洛的遊艇「Lady Ann MaGee」上低調結婚，隨後在義大利菲諾港（Portofino）歡度蜜月[7]。

## 獎項與認受
- 1994年獲選入摇滚名人堂
- 2001年世界音樂獎（World Music Awards）鑽石大獎（Diamond Award）：全球唱片銷量超1,000萬張。
- 2005年最佳傳統流行演唱專輯（Best Traditional Pop Vocal Album）： Stardust ... The Great American Songbook Volume III
- 2006年獲選入英國音樂名人堂（UK Music Hall of Fame）

## 唱片目錄

### 英國/美國
- 1971年：「看圖說故事」Every Picture Tells a Story（英國/美國）
- 1972年：「絕不乏味」Never a Dull Moment（英國）
- 1973年：「羅德再唱一次」Sing It Again Rod（英國）
- 1974年：「微笑的人」Smiler (album)|Smiler（英國）
- 1975年：「跨越大西洋」Atlantic Crossing (UK)
- 1976年：「城裏的一夜」A Night on the Town (Rod Stewart album)|A Night on the Town（英國）
- 1977年： Foot Loose & Fancy Free
- 1978年： Blondes Have More Fun（美國）
- 1980年： Foolish Behaviour
- 1981年：「今夜屬於你」Tonight I'm Yours（美國）
- 1983年： Body Wishes
- 1984年：「偽裝」Camouflage
- 1986年： ROD STEWART(Every Beat of My Heart)
- 1988年：「故障」Out of Order
- 1991年：「流浪的心」Vagabond Heart
- 1993年：「MTV Unplugged」Unplugged....And Seated
- 1995年： A Spanner in the Works
- 1998年： When We Were the New Boys
- 2001年：「人類」HUMAN
- 2002年：「我的情歌簿」It Had to Be You: The Great American Songbook
- 2003年：「我的情歌簿第2集」As Time Goes By: The Great American Songbook, Volume II
- 2004年：「星塵往事：我的情歌簿第3集」Stardust: the Great American Songbook, Volume III
- 2005年：「最好的時光」Thanks for the Memory: The Great American Songbook, Volume IV
- 2006年：「依然痴狂-搖滾經典簿」Still the Same... Great Rock Classics of our Time
- 2009年：「靈魂情歌簿」Soulbook
- 2010年：「銀月遨遊：我的情歌簿第五樂章」Fly Me To The Moon...The Great American Songbook, Volume V
- 2012年：「耶誕情緣」Merry Christmas, Baby
- 2013年：「時光」TIME
- 2015年：「唱入他鄉」Another Country
- 2018年：「鮮紅玫瑰」Blood Red Roses
- 2019年：「常駐我心：洛史都華與皇家愛樂交響樂團」You're In My Heart - Rod Stewart With The Royal Philharmonic Orchestra
- 2021年：「海克力士的眼淚」The Tears Of Hercules
- 2024年：Swing Fever with Jools Holland

### 英國/美國 單曲榜冠軍
- 1971年：Maggie May（英國）
- 1971年：Reason To Believe（美國）
- 1972年：You Wear It Well（英國）
- 1975年：Sailing（英國）
- 1976年：Tonight's The Night (Gonna Be Alright)（美國）
- 1977年：I Don't Want to Talk About It（英國）
- 1977年：The First Cut Is the Deepest（英國）
- 1978年：Da Ya Think I'm Sexy?（英國/美國）
- 1983年：Baby Jane（英國）
- 1993年：All for Love（美國）

### 精選輯
- 1979年： Greatest Hits
- 1989年： Storyteller: The Complete Anthology, 1964-1990 (4CD版本)
- 1989年： The Best of Rod Stewart (1CD版本)
- 1992年： The Mercury Anthology
- 2001年： The Very Best of Rod Stewart
- 2008年： Some Guys Have All the Luck
- 2011年： The Best of... The Great American Songbook
- 2012年： Maggie May: The Essential Collection

## 外部連結
- Official Rod Stewart Website （页面存档备份，存于）
- Rod Stewart Fanclub （页面存档备份，存于）
- Rod Stewart在互联网电影资料库（IMDb）上的資料（英文）
- Music City Rod Stewart Resources[永久]
- Rod Stewart （页面存档备份，存于） from the All Music Guide
- Full Rod Stewart Concert free on MSN Music
- ROD STEWART The Illustrated Book!
- BBC Top Of The Pops Rod Stewart biography[永久]
- BBC Derby Profile （页面存档备份，存于）
- Biography at MTV （页面存档备份，存于）
- 中的“罗德·斯图尔特”
- BBC News Online: "Stewart goes beneath the covers" （页面存档备份，存于） from December 2006
- Sean Stewart interview
- Five audio interview clips with Rod Stewart from 1981
- Rod Stewart Biography